# Репки (Псковская область)
Репки — деревня в Логозовской волости Псковского района Псковской области России.
Расположена в 15 км к западу от центра города Пскова и в 3 км к западу от Неёлово.

## Население
| 2001 | 2002 | 2010 | 2012 |
| ---- | ---- | ---- | ---- |
| 16   | ↘8   | ↗9   | ↗16  |

## История
До 2005 года входила в состав Тямшанской волости.